# Красноярцев, Дмитрий Матвеевич
Дмитрий Матвеевич Красноярцев (25 октября 1865, пос. Буранный — январь 1920, Форт-Александровск) — участник Гражданской войны, войсковой старшина (1916), генерал-майор Белой армии; возглавлял отряд, отбивший у большевиков Оренбург (1918).

## Биография
Родился в посёлке Буранный Первого военного отдела (Оренбургское казачье войско) в семье казака Матвея Красноярцева.
Окончил Оренбургское городское училище и Оренбургское казачье юнкерское училище (по 2 разряду).
«Вступил в службу» 1 января 1884 года. Получил чин подхорунжего в 1887 году, а год спустя стал хорунжим. Несколько месяцев 1899 года он «исполнял дела» полкового казначея в 6-м Оренбургском казачьем полку. В 1892 году дослужился до сотника, затем он стал подъесаулом (1900) и есаулом (1901). Участвовал в Русско-японской войне вместе с 4-м Оренбургским казачьим полком, в котором служил с 1904 года. Звания войскового старшины Красноярцев удостоился уже в период Первой мировой войны (1916), будучи в 17-м Оренбургском казачьем полку.
В период Гражданской войны Дмитрий Красноярцев «за отличие в боях с большевиками» становится полковником (13 июля 1918 года), а затем и генерал-майором Белой армии. Генеральские погоны он получает 22 июля «за особо выдающуюся полезную деятельность по организации борьбы казаков против большевиков и за мужество, проявленное в этой борьбе» (был утвержден в новом звании летом 1919 года).
Весной 1918 года Дмитрий Красноярцев возглавил штаб фронтов, который (совместно со Съездом делегатов 25 объединенных станиц) поднял мощное антибольшевистское повстанческое движение. В результате, несмотря на отсутствие прямой связи с атаманом А. И. Дутовым, Красноярцеву удалось выбить большевиков из Оренбурга (3 июля). В том же месяце он получил благодарность и увольнение в отпуск (на две недели) для «поправления здоровья».
С 28 сентября по 22 декабря 1918 года командовал 1-й Оренбургской казачьей дивизией. В конце октября — начале ноября из-за вопроса о писарях разгорелся острейший конфликт между генерал-майорами Г. П. Жуковым и Д. М. Красноярцевым. Последний был отстранён Дутовым от должности как «совершенно негодный». После этого находился в Южной армии и в Отдельной Уральской армии (1919).
Погиб при отступлении белогвардейцев к Александровскому форту в январе 1920 года.

## Семья
Жена: Александра Павловна Красноярцева.
Дети: сын (на 1894 год).